# Profi
Profi er en rumænsk dagligvarekoncern med over 1.600 supermarkeder og nærbutikker i Rumænien. Virksomheden blev i 2016 opkøbt af kapitalfonden Mid Europa Partners.
Profi blev oprindeligt etableret af Louis Delhaize Group som en discountbutikskæde i 1979 i Belgien. 
Louis Delhaize Group åbnede den første rumænske discountbutik i Timișoara, Banat i år 2000.